# Pefine
Pefine, gelegentlich Péfine und Pefiné, ist eine Ortschaft im Westen Guinea-Bissaus mit 872 Einwohnern in drei Ortsteilen.

## Verwaltung und Bevölkerung
Der Ort liegt im Verwaltungssektor von Prabis in der Region Biombo.
Er besteht aus drei Dörfern (Tabancas):
- Pefine Papel Areia mit 381 Einwohnern (überwiegend Pepel, portugiesisch: Papel)
- Pefine Balanta mit 262 Einwohnern (überwiegend Balanta)
- Pefine Pescador mit 229 Einwohnern

## Sport
Der bekannteste Sportverein des Ortes ist der Fußballverein Flamengo de Pefine. Er wurde in Anlehnung an den brasilianischen Klub Flamengo Rio de Janeiro benannt.
2016 stieg er erstmals in die erste Liga, den Campeonato Nacional da Guiné-Bissau auf.